# Cory Burke
Cory Burke (Kingston, 28 dicembre 1991) è un calciatore giamaicano, attaccante del Lexington e della nazionale giamaicana.

## Carriera

### Club
Ha giocato nei campionati giamaicano, statunitense ed austriaco.

### Nazionale
Ha esordito in nazionale nel 2016 contro Haiti e segnato il suo primo gol contro la Guyana, venendo convocato per la Gold Cup 2017 in cui farà 5 presenze ed in cui la Giamaica perderà solamente in finale contro gli Stati Uniti.
Burke ha segnato 4 gol nelle Qualificazioni alla CONCACAF Nations League 2019/2020.
Durante la Gold Cup 2021 ha segnato il gol del pareggio contro la Guadalupa.

## Statistiche

### Cronologia presenze e reti in nazionale
| Cronologia completa delle presenze e delle reti in nazionale ― Giamaica | Cronologia completa delle presenze e delle reti in nazionale ― Giamaica | Cronologia completa delle presenze e delle reti in nazionale ― Giamaica | Cronologia completa delle presenze e delle reti in nazionale ― Giamaica | Cronologia completa delle presenze e delle reti in nazionale ― Giamaica | Cronologia completa delle presenze e delle reti in nazionale ― Giamaica | Cronologia completa delle presenze e delle reti in nazionale ― Giamaica | Cronologia completa delle presenze e delle reti in nazionale ― Giamaica |
| Data                                                                    | Città                                                                   | In casa                                                                 | Risultato                                                               | Ospiti                                                                  | Competizione                                                            | Reti                                                                    | Note                                                                    |
| ----------------------------------------------------------------------- | ----------------------------------------------------------------------- | ----------------------------------------------------------------------- | ----------------------------------------------------------------------- | ----------------------------------------------------------------------- | ----------------------------------------------------------------------- | ----------------------------------------------------------------------- | ----------------------------------------------------------------------- |
| 7-9-2016                                                                | Kingston                                                                | Giamaica                                                                | 0 – 2                                                                   | Haiti                                                                   | Qual. Mondiali 2018                                                     | -                                                                       | 74’                                                                     |
| 12-10-2016                                                              | Georgetown                                                              | Guyana                                                                  | 2 – 4 dts                                                               | Giamaica                                                                | Qualificazioni alla Coppa dei Caraibi 2017                              | 1                                                                       | 120’                                                                    |
| 13-11-2016                                                              | Kingstown                                                               | Giamaica                                                                | 1 – 0                                                                   | Suriname                                                                | Qualificazioni alla Coppa dei Caraibi 2017                              | 1                                                                       | 48’ 70’                                                                 |
| 4-2-2017                                                                | Chattanooga                                                             | Stati Uniti                                                             | 1 – 0                                                                   | Giamaica                                                                | Amichevole                                                              | -                                                                       | 83’                                                                     |
| 17-2-2017                                                               | Houston                                                                 | Honduras                                                                | 0 – 1                                                                   | Giamaica                                                                | Amichevole                                                              | -                                                                       | 64’                                                                     |
| 14-6-2017                                                               | Arequipa                                                                | Perù                                                                    | 3 – 1                                                                   | Giamaica                                                                | Amichevole                                                              | -                                                                       | 10’ 71’                                                                 |
| 23-6-2017                                                               | Fort-de-France                                                          | Giamaica                                                                | 1 – 1 (5 - 3 dtr)                                                       | Guyana francese                                                         | Coppa dei Caraibi 2017 - Semifinale                                     | -                                                                       |                                                                         |
| 26-6-2017                                                               | Fort-de-France                                                          | Giamaica                                                                | 1 – 2                                                                   | Curaçao                                                                 | Coppa dei Caraibi 2017 - Finale                                         | -                                                                       | 72’                                                                     |
| 10-7-2017                                                               | San Diego                                                               | Curaçao                                                                 | 0 – 2                                                                   | Giamaica                                                                | Gold Cup 2017 - 1º turno                                                | -                                                                       | 83’                                                                     |
| 14-7-2017                                                               | Denver                                                                  | Messico                                                                 | 0 – 0                                                                   | Giamaica                                                                | Gold Cup 2017 - 1º turno                                                | -                                                                       | 88’                                                                     |
| 17-7-2017                                                               | San Antonio                                                             | Giamaica                                                                | 1 – 1                                                                   | El Salvador                                                             | Gold Cup 2017 - 1º turno                                                | -                                                                       | 46’                                                                     |
| 21-7-2017                                                               | Phoenix                                                                 | Giamaica                                                                | 2 – 1                                                                   | Canada                                                                  | Gold Cup 2017 - Quarti di finale                                        | -                                                                       | 67’                                                                     |
| 27-7-2017                                                               | San Jose                                                                | Stati Uniti                                                             | 2 – 1                                                                   | Giamaica                                                                | Gold Cup 2017 - Finale                                                  | -                                                                       | 90’                                                                     |
| 10-9-2018                                                               | Kingston                                                                | Giamaica                                                                | 4 – 0                                                                   | Isole Cayman                                                            | CONCACAF Nations League 2019-2020 - Qualificazioni                      | 2                                                                       | 90’                                                                     |
| 15-10-2018                                                              | Willemstad                                                              | Bonaire                                                                 | 0 – 6                                                                   | Giamaica                                                                | CONCACAF Nations League 2019-2020 - Qualificazioni                      | 1                                                                       | 63’                                                                     |
| 18-11-2018                                                              | Montego Bay                                                             | Giamaica                                                                | 2 – 1                                                                   | Suriname                                                                | CONCACAF Nations League 2019-2020 - Qualificazioni                      | 1                                                                       | 68’                                                                     |
| 24-3-2019                                                               | San Salvador                                                            | El Salvador                                                             | 2 – 0                                                                   | Giamaica                                                                | CONCACAF Nations League 2019-2020 - Qualificazioni                      | -                                                                       | 70’                                                                     |
| 27-3-2019                                                               | San Jose                                                                | Costa Rica                                                              | 1 – 0                                                                   | Giamaica                                                                | Amichevole                                                              | -                                                                       | 86’                                                                     |
| 13-7-2021                                                               | Orlando                                                                 | Giamaica                                                                | 2 – 0                                                                   | Suriname                                                                | Gold Cup 2021 - 1º turno                                                | -                                                                       | 72’                                                                     |
| 17-7-2021                                                               | Orlando                                                                 | Guadalupa                                                               | 1 – 2                                                                   | Giamaica                                                                | Gold Cup 2021 - 1º turno                                                | 1                                                                       |                                                                         |
| 21-7-2021                                                               | Orlando                                                                 | Costa Rica                                                              | 1 – 0                                                                   | Giamaica                                                                | Gold Cup 2021 - 1º turno                                                | -                                                                       | 66’                                                                     |
| 26-7-2021                                                               | Arlington                                                               | Stati Uniti                                                             | 1 – 0                                                                   | Giamaica                                                                | Gold Cup 2021 - Quarti di finale                                        | -                                                                       | 45’ 69’                                                                 |
| 13-11-2021                                                              | San Salvador                                                            | El Salvador                                                             | 1 – 1                                                                   | Giamaica                                                                | Qual. Mondiali 2022                                                     | -                                                                       | 63’                                                                     |
| 30-1-2022                                                               | Panama                                                                  | Panama                                                                  | 3 – 2                                                                   | Giamaica                                                                | Qual. Mondiali 2022                                                     | -                                                                       | 46’                                                                     |
| 27-3-2023                                                               | Città del Messico                                                       | Messico                                                                 | 2 – 2                                                                   | Giamaica                                                                | CONCACAF Nations League 2022-2023 - 1º Turno                            | -                                                                       | 83’                                                                     |
| 15-6-2023                                                               | Kingston                                                                | Giamaica                                                                | 1 – 2                                                                   | Qatar                                                                   | Amichevole                                                              | -                                                                       | 46’                                                                     |
| 19-6-2023                                                               | Wiener Neustadt                                                         | Giamaica                                                                | 1 – 2                                                                   | Giordania                                                               | Amichevole                                                              | 1                                                                       | 46’                                                                     |
| 25-6-2023                                                               | Chicago                                                                 | Stati Uniti                                                             | 1 – 1                                                                   | Giamaica                                                                | Gold Cup 2023 - 1º turno                                                | -                                                                       | 75’                                                                     |
| 29-6-2023                                                               | Saint Louis                                                             | Giamaica                                                                | 4 – 1                                                                   | Trinidad e Tobago                                                       | Gold Cup 2023 - 1º turno                                                | -                                                                       | 77’ 81’                                                                 |
| 3-7-2023                                                                | San Jose                                                                | Giamaica                                                                | 5 – 0                                                                   | Saint Kitts e Nevis                                                     | Gold Cup 2023 - 1º turno                                                | 1                                                                       | 61’                                                                     |
| 9-7-2023                                                                | Cincinnati                                                              | Guatemala                                                               | 0 – 1                                                                   | Giamaica                                                                | Gold Cup 2023 - Quarti di finale                                        | -                                                                       | 86’ 90’                                                                 |
| 21-3-2024                                                               | Arlington                                                               | Stati Uniti                                                             | 3 – 1 dts                                                               | Giamaica                                                                | CONCACAF Nations League 2023-2024 - Semifinale                          | -                                                                       | 102’                                                                    |
| Totale                                                                  |                                                                         | Presenze                                                                | 35                                                                      |                                                                         | Reti                                                                    | 9                                                                       |                                                                         |

## Palmarès

### Competizioni nazionali
- MLS Supporters' Shield: 1

Philadelphia Union: 2020